# Charaxes horatius
Charaxes horatius är en fjärilsart som beskrevs av Fabricius 1793. Charaxes horatius ingår i släktet Charaxes och familjen praktfjärilar. Inga underarter finns listade i Catalogue of Life.